# Божко, Георгий Дмитриевич
Божко Георгий Дмитриевич (20 апреля 1898 — 6 июля 1964) — полковник Советской Армии, участник Гражданской и Великой Отечественной войн.

## Биография
Родился 20 апреля 1898 года в деревне Казанка Ивановской волости (сейчас Шарлыкский р-н) Оренбургского уезда в крестьянской семье, русский. Окончил 3-х классную сельскую школу в селе Новогеоргиевске Чкаловской области.
В Рабоче-Крестьянской Красной Армии с 1919 года. Участник Гражданской войны на Уральском фронте.
В 1919 году командовал пулеметным расчётом 436 стрелкового полка, Уральского фронта.
В июне 1920 года был принят на 26-е Оренбургские пехотные командирские курсы и с декабря 1921 года был командиром взвода 4-го Бийского пехотного полка.
Член ВКП(б) с 1921 года. Начиная с 1922 года служил в войсках ЧОН (части особого назначения).
Воевал на Южно-Уральском фронте по ликвидации Горно-Алтайского бандитизма.
К 1926 году Божко — помощник командира роты 2-го Ульяновского пехотного полка.
В октябре 1929 года стал слушателем 3-й военной школы летнабов им. Ворошилова г. Чкалов, закончил ее 1 декабря 1930 года. Прошел курсы инструкторов.
С 21 июня 1933 года — помощник начальника штаба 1-й тяжелой бомбардировочной эскадрильи.
1 октября 1933 года зачислен слушателем Академии им. Жуковского.
С 19 марта 1936 года слушатель 1-й военной школы пилотов им. Мясникова г. Севастополь (Кача).
В 1936 году присвоено звание капитан, в 1937 году — звание майор. 28 октября 1937 года назначен командиром 4-й авиаэскадрильи в г.Ростов-на-Дону.
В 1938 году награжден орденом Красной Звезды и медалью «XX лет РККА».
С 7 сентября 1938 года по 20 февраля 1939 года — помощник командира 1-го тяжелого бомбардировочного авиационного полка (г. Ростов-на-Дону).
23 февраля 1939 года принял военную присягу в 1 тбап.
В 1939 году присвоено звание подполковник. В том же году направлен в спецкомандировку в Китай. Во время налета японской авиации на аэродром получил серьёзные ожоги. Благодаря профессионализму китайского врача вернулся к летной работе, от ожогов почти не осталось шрамов.
С 9 сентября 1940 года по 19 февраля 1941 года — командир дальневосточной дивизии, присвоено звание полковник.

## Участие в Великой Отечественной войне
Георгию Дмитриевичу было предложено продолжить учебу в академии Генерального штаба, но настоял на отправке на фронт.
На фронте с 21 мая 1942 года — командир 103 Авиационного Полка Дальнего Действия, командир 12 авиационной дивизии Авиации Дальнего Действия на Волховском фронте.
3 июня 1943 года назначен командиром 12 авиационной дивизии дальнего действия.
С октября 1944 года — заместитель командира 73 ВАД. С 13 апреля 1945 — командир 678 ОТАП.
3 марта 1945 года назначен командиром 678 транспортного авиационного полка в г. Черновцы Украинской ССР.
С ноября 1945 — командир 73 ВАД.
Великую Отечественную войну закончил в Берлине командиром 678 отдельного транспортного авиаполка.
Георгий Дмитриевич скончался 6 июля 1964 года.

## Награды
За период службы награжден: Орденом Ленина, двумя орденами Красного Знамени, Орденом Отечественной войны 1-й и 2-й степени, орденом Красной Звезды, медалью «XX лет РККА», боевыми медалями: «За оборону Ленинграда», «За оборону Сталинграда», «Партизану Отечественной войны» 1 степени, «За победу над Германией».